# Hisplex

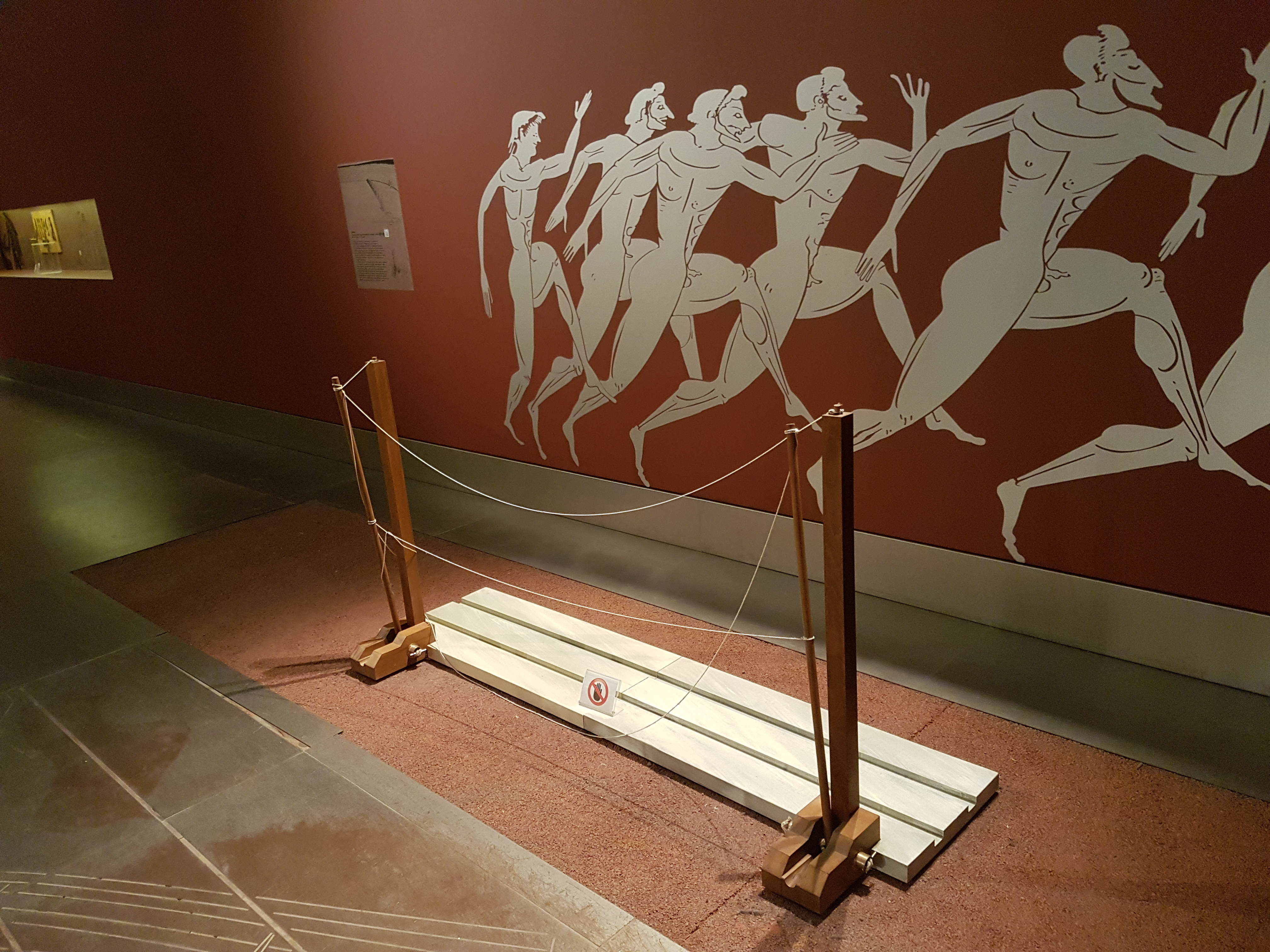
Reconstrucción de hisplex, basada en la ilustración de un ánfora panatenaica datada en 344/343 a. C.

Hisplex (en griego: ὕσπληξ) es una puerta de salida utilizada en carreras de caballos y carrera a pie de la Antigua Grecia. Este dispositivo se colocaba en la línea de salida y consistía en una barra vertical erguida que sujetaba una puerta horizontal sujeta por una cuerda. Cada corredor se colocaba detrás de su propio hisplex y todas las cuerdas estaban conectadas centralmente detrás de los corredores, sujetas por un árbitro. Al comienzo de la carrera, el árbitro soltaba todas las cuerdas y, en consecuencia, las puertas de salida caían al mismo tiempo, liberando a los corredores. 
Originalmente, probablemente utilizaban una señal auditiva para el inicio de la carrera, que, sin embargo, los atletas parecían ignorar y empezar demasiado pronto.  Por lo tanto, los oficiales tuvieron que idear mecanismos especiales para garantizar el inicio justo de la carrera.
Conocemos el mecanismo del hisplex por representaciones en vasos conservados, así como por descripciones de las épocas helenística y romana. Según esas fuentes, los hisplex eran dos cuerdas horizontales tensadas a la altura correspondiente de las rodillas y el pecho de los corredores. El extremo de las cuerdas se sujetaba a dos postes verticales que no estaban colocados en el suelo, sino sobre mecanismos especiales. El juez accionaba el mecanismo, las cuerdas caían al suelo y los corredores saltaban a la pista.

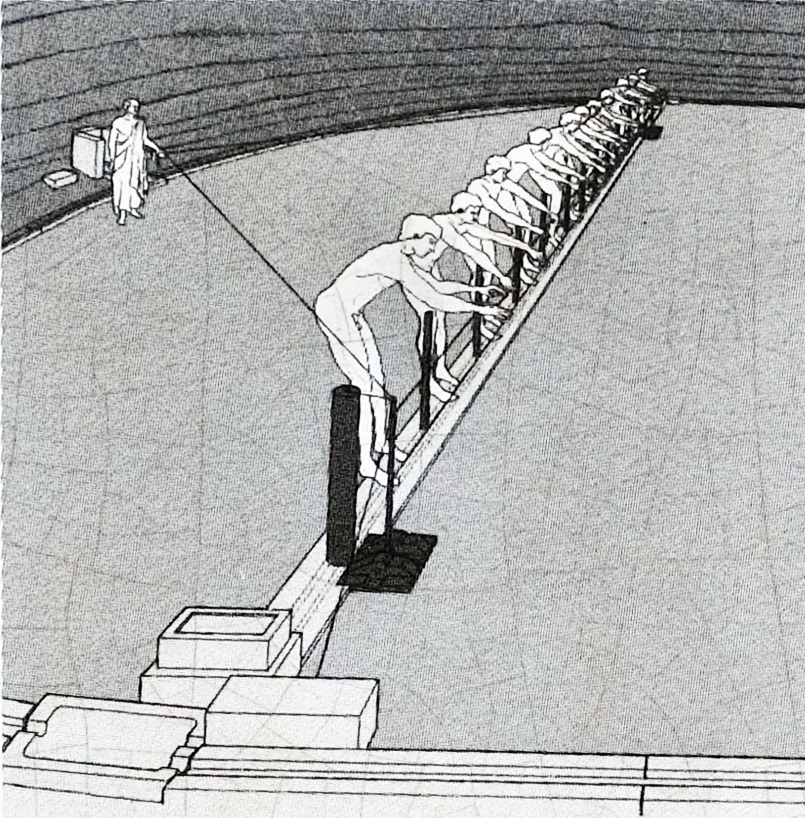
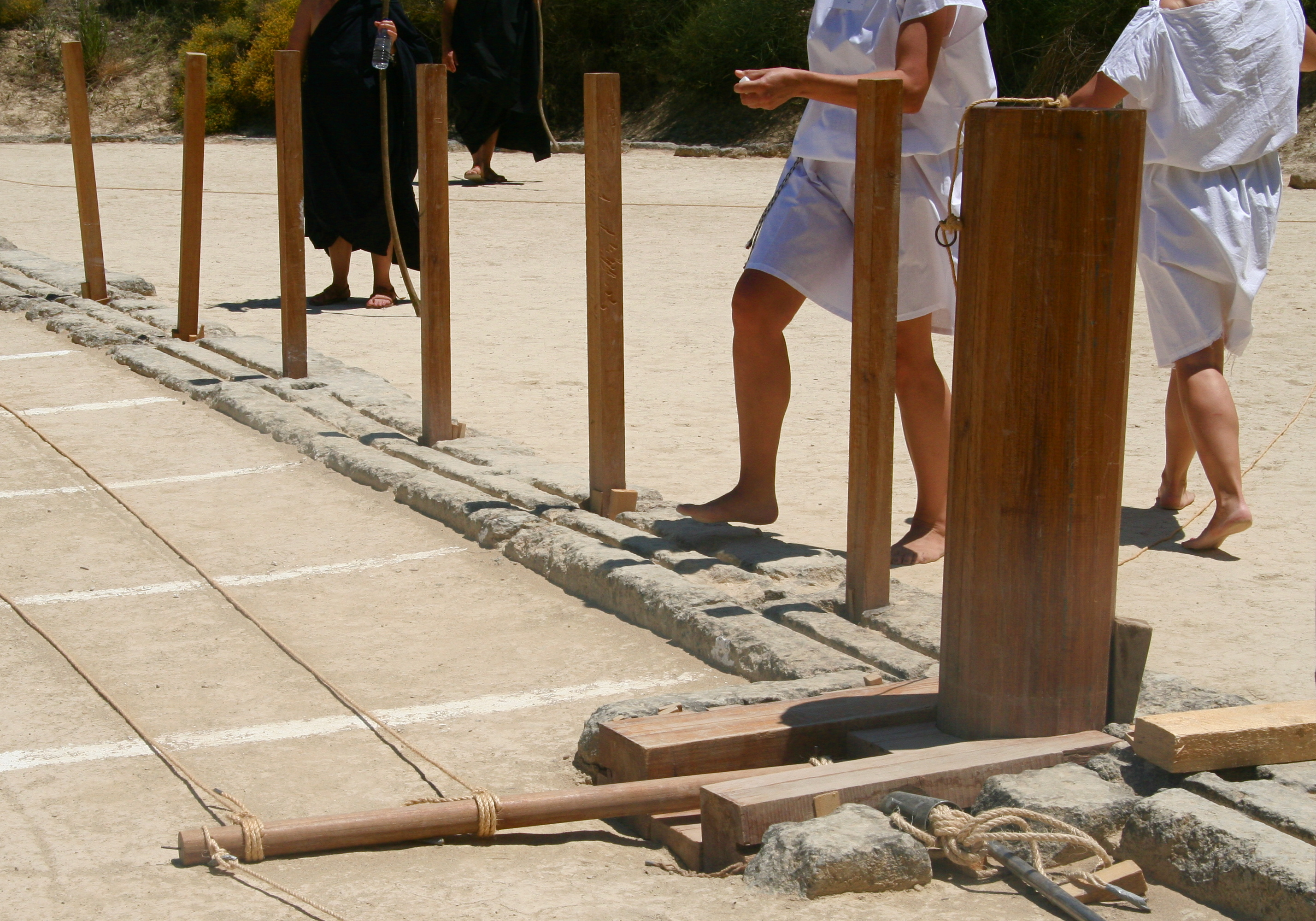
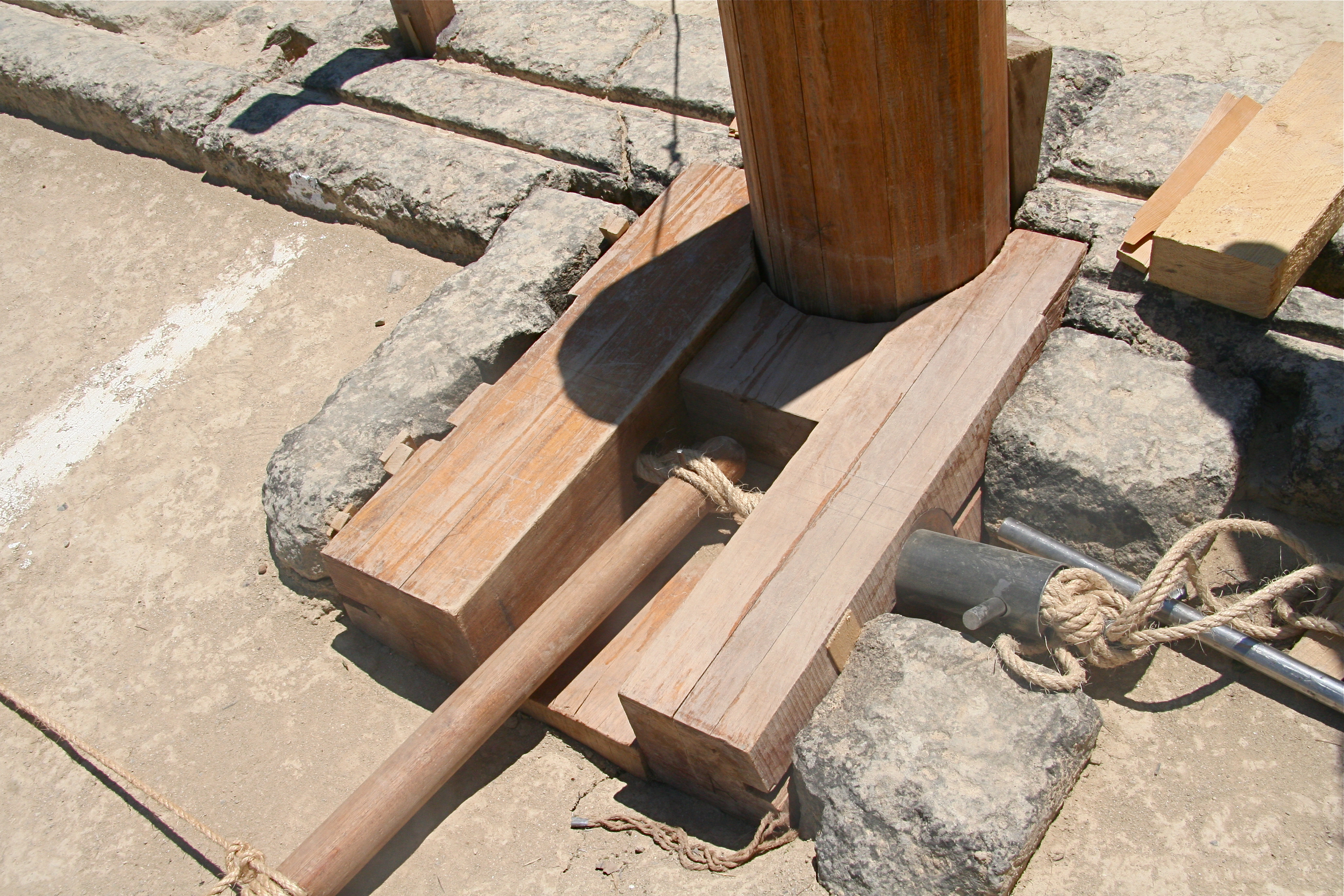
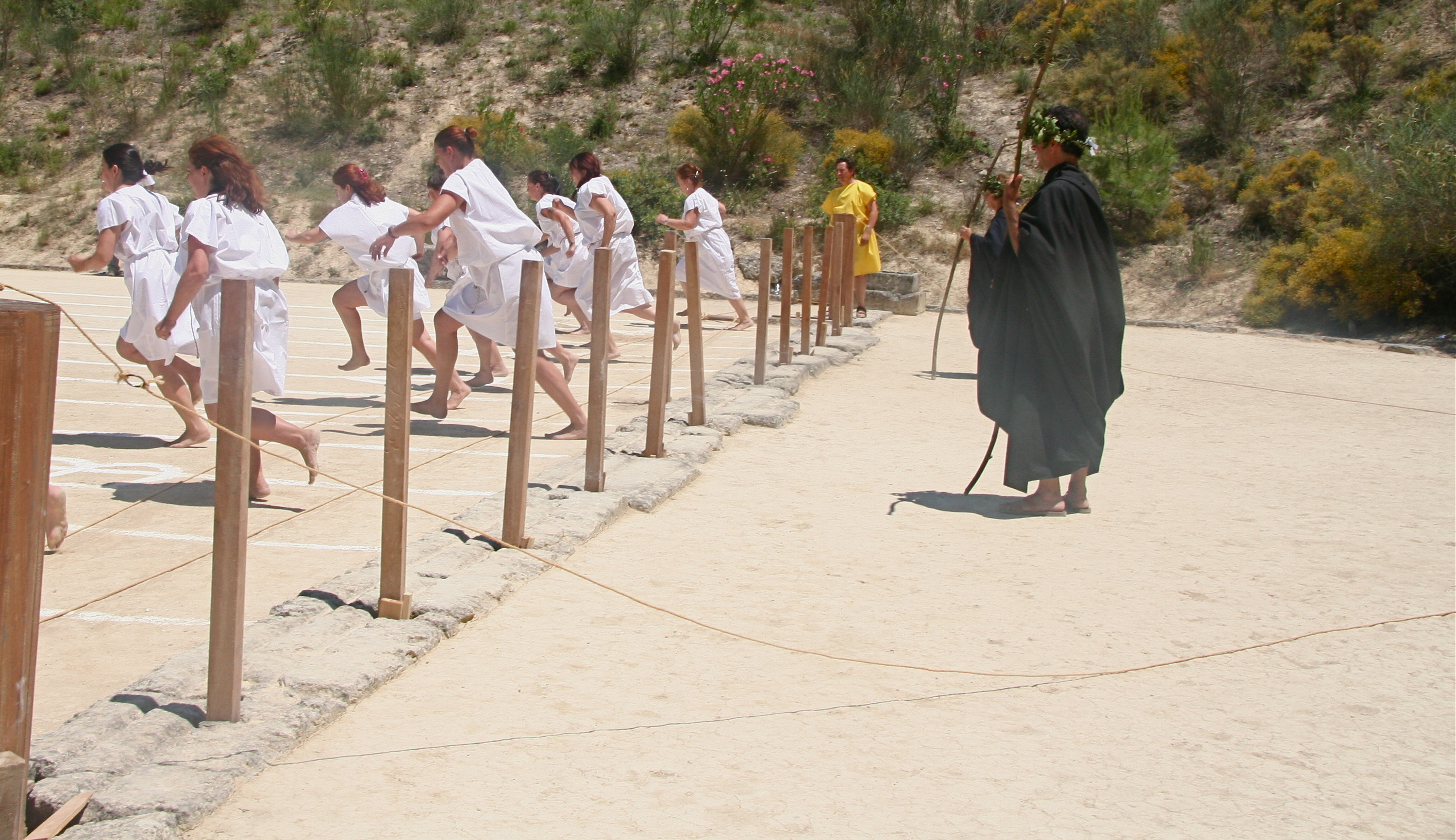